# Ferdinand Matthias Zerlacher

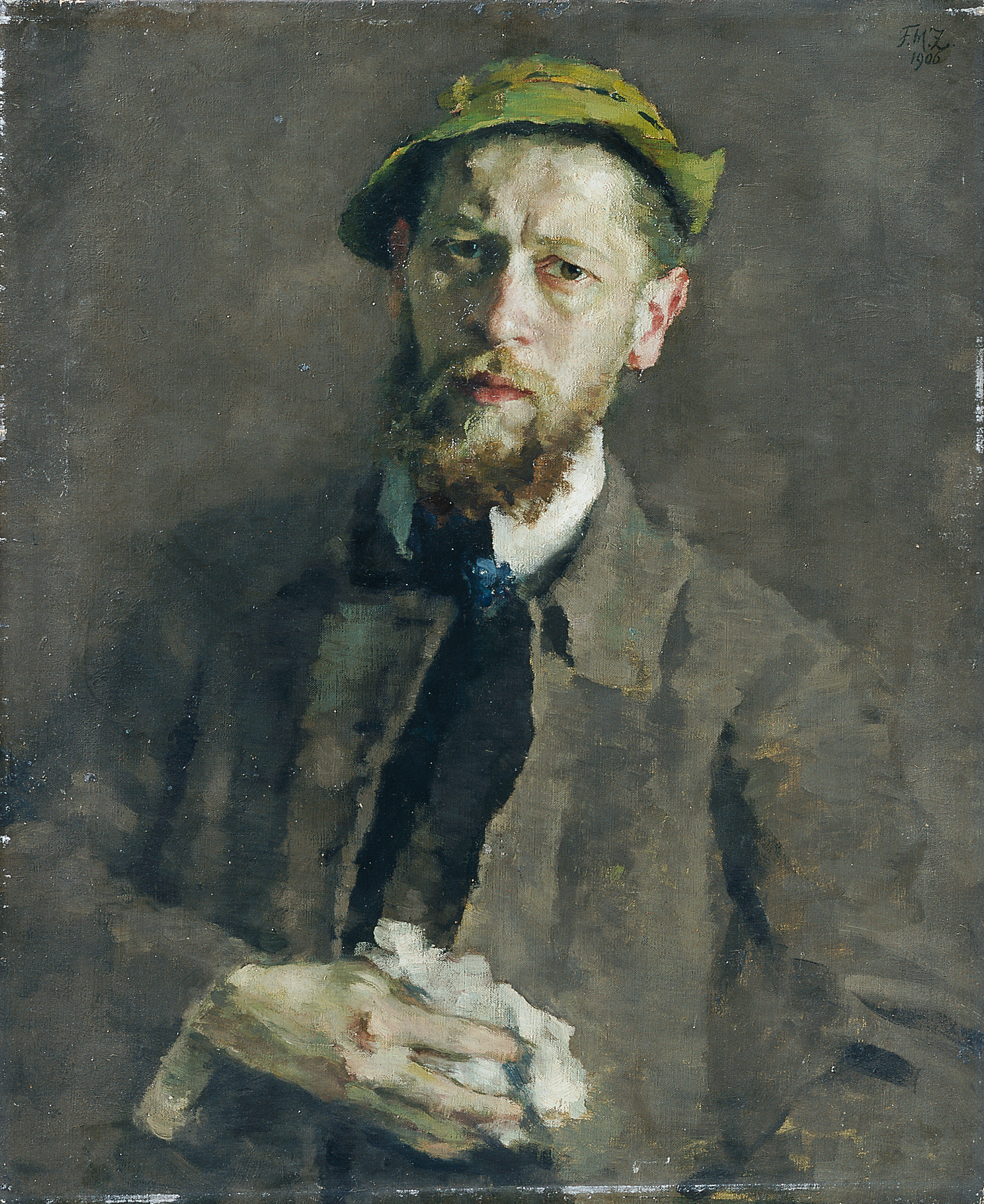
Selbstbildnis Ferdinand Matthias Zerlachers (Österreichische Galerie Belvedere)

Ferdinand Matthias Zerlacher (* 10. März 1877 in Graz; † 2. Januar 1923 in Salzburg) war ein österreichischer Maler und Zeichner.

## Leben
Zerlacher wurde als Sohn der ledigen Kellnerin Anna Zerlacher und des Holzbildhauers Matthias Mayer (1852–1897) geboren. Nach dem frühen Tod seiner Mutter wuchs er in ärmlichen Verhältnissen bei Verwandten väterlicherseits auf. Der Vater soll ein begnadeter Künstler, aber auch ein Alkoholiker gewesen sein. In der Tabaktrafik seiner Tante durfte er erste kindliche Werke ausstellen und erhielt 1892 einen Freiplatz an der steiermärkischen landschaftlichen Zeichenakademie in Graz und studierte hier bei Heinrich Schwach. Hier lernte er auch den Wiener Universitätsprofessor Gustav Ritter von Gerl (1841–1920) kennen, mit dem und dessen Schwestern Marie und Emma ihn eine lebenslange Freundschaft verband. Auf deren Fürsprache wurde er 1897 in die Akademie der bildenden Künste Wien aufgenommen. Hier studierte er zuerst unter Julius Victor Berger, wechselte aber im Herbst 1898 in die Abteilung von Alois Delug. Aufgrund mehrerer Zerwürfnisse verließ er die Akademie im Sommersemester 1899 und bildete sich autodidaktisch weiter. Finanziert wurde er von seinem Gönner Gustav von Gerl, lebte dann bei dessen Schwestern in der Himmelpfortgasse 9. Diesen beiden Damen verdankte er Kontakte zur gehobenen Gesellschaft Wiens, die ihn als Porträtisten zu schätzen wusste.
In den folgenden Jahren entstanden an die 50 Bilder, zumeist Porträts, die in verschiedenen Techniken (Zeichnungen, Ölgemälde, Ölkreide, Mischtechniken) ausgeführt waren. Im Sommer 1899 weilte er mit seinen mütterlichen Freundinnen in Perchtoldsdorf und lernte hier den Bildhauer Alfred Hofmann (1879–1958) kennen, zu dem er eine enge künstlerische Verbundenheit entwickelte. Mehrmals reiste er auf Einladung eines k.u.k. Offiziers nach Galizien und vervollkommnete dort seine Porträttechniken. Im Sommer 1900 widmete er sich verschiedenen maltechnischen Experimenten und dem Studium alter Meister im Kunsthistorischen Museum; Kopien alter Meister (Tizian, Antonio González Velázquez, Andrea Mantegna) nehmen auch später in seinem Werk einen Platz ein.
Bei einer Reise nach Salzburg und München konnte er die Bilder von Wilhelm Leibl (1844–1900), einen bedeutender Vertreter des Realismus, studieren. Im Sommer 1901 verbringt er die Sommerfrische in Nußdorf am Attersee; dieser Ort wird auch später oftmals sein Aufenthalt. Hier malt er Porträts von Sommergästen und Einheimischen, aber auch Landschaftsbilder. Viele seiner Skizzen, die er als wertlos angesehen hat, wurden von ihm vernichtet, was er später bedauert hat. Hier entsteht auch sein flächenmäßig größtes Werk, der Theatervorhang für das Nußdorfer Dilletantentheater, ein Triptychon mit einem Musikant mit Zither im Mittelfeld und rechts und links Ansichten von Nußdorf bzw. des Attersees mit dem Höllengebirge. In Nußdorf trat er auch öffentlich und unter stürmischen Bravorufen als Geigenspieler anlässlich eines Abschiedskonzertes für die Blindenkolonie im Nußdorfer Bräuhaus auf. Er entwickelte einen übermäßigen Alkoholkonsum, wurde aber trotz seiner Eskapaden durch seine mütterlichen Freundinnen und seine Künstlerkollegen Alfred Hofmann und Sigmund Walter Hampel (1876–1949) unterstützt. Ab 1905 kommt es in Nußdorf zu einer besonders produktiven Schaffensphase, neben Porträts malt er Landschaftsbilder.
Allerdings kommt es auch zu einem Misserfolg: Sein für die Frühjahrsausstellung 1906 im Wiener Künstlerhaus gefertigte Bild „Selbstporträt mit dem grünen Hut“ wird abgelehnt. Aber ein Jahr später schickt er eine Auswahl seiner Bilder an die Secession und sein Selbstbild wird tatsächlich ausgestellt und von der Kritik positiv gewürdigt. Ab 1910 wird er ordentliches Mitglied der Secession und man zeigt dort regelmäßig seine Werke. Weitere Ausstellungen seiner Bilder fanden in Berlin und Dresden statt, ohne dass sich aber ein Verkaufserfolg einstellte. 1913 vollendet Zerlacher ein lebensgroßes Werk „Weiblicher Rückenakt“, das in der XLVII. Ausstellung der Secession gezeigt wird und Jubelstürme der Kritik auslöste. 1913 reist er nach Budweis, um dort einen Großauftrag (zwölf Porträts von Honoratioren und ein Bildnis von Kaiser Franz Josef I., 1918 durch ein Wappen der Stadt Budweis mit einer Ansicht des Rathauses ersetzt) abzuarbeiten.
Im Ersten Weltkrieg muss Zerlacher einrücken und kommt als Telefonist im Isonzogebiet an die Italienfront. Auch während dieser Zeit entstehen Bilder von Landschaften sowie Porträts von Offizieren und Kameraden. 1917 erhielt er den Befehl, für den Soldatenfriedhof in Raibl ein Altarbild zu schaffen. Von dem Triptychon wird allerdings nur der Mittelteil fertiggestellt. 1918 kehrt er erschöpft nach Wien zurück und findet wieder in der Himmelpfortgasse Unterschlupf.

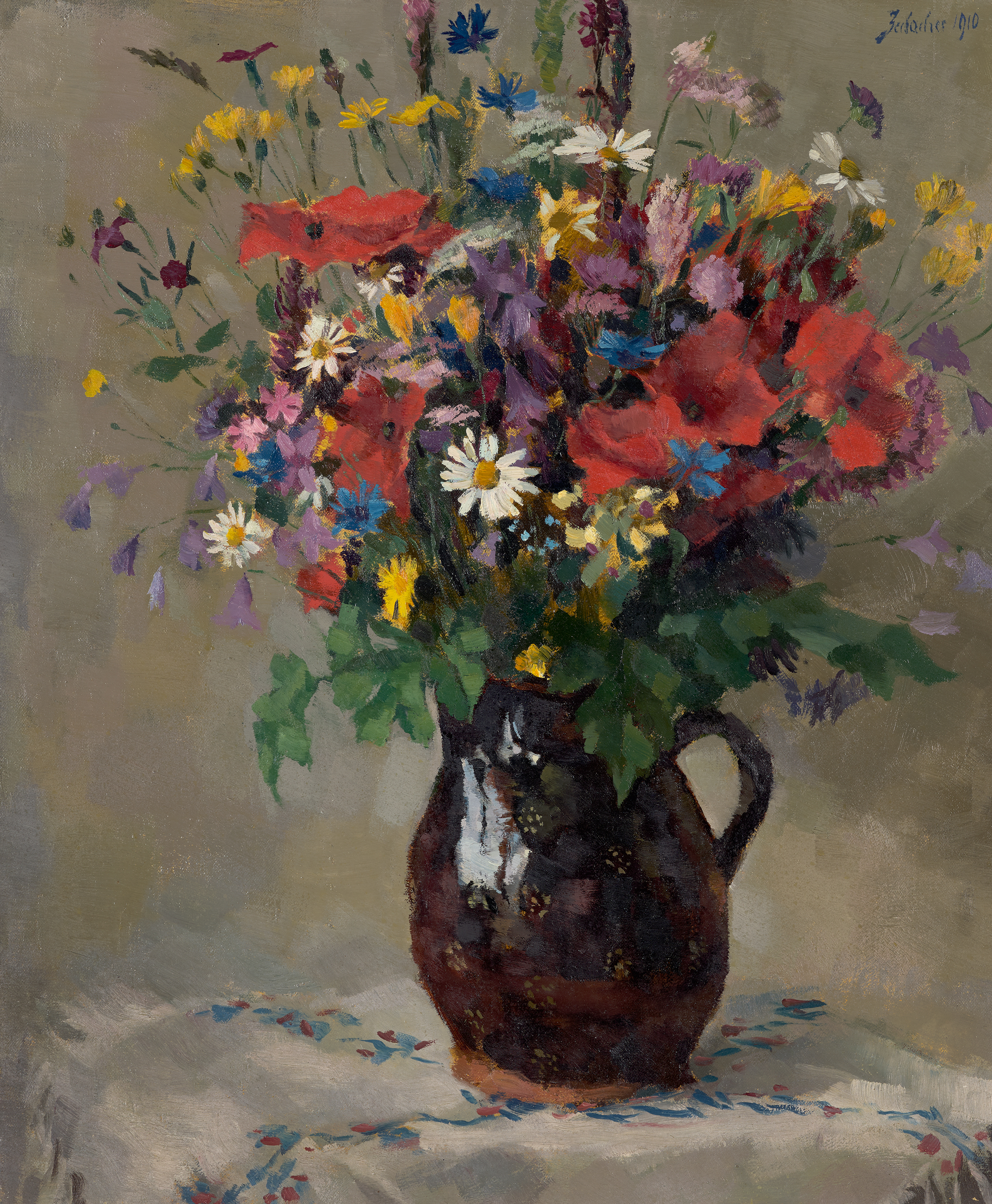
Blumenstillleben (Österreichische Galerie Belvedere)

In Wien nimmt er seine Arbeit als Porträtist wieder auf. So fertigt er ein lebensgroßes Bild des Salzburger Kammersängers Richard Mayr an, das sich heute im Salzburg Museum befindet. 1920 verbringt er mehrere Monate in Graz und in Frohnleiten, wo er Aufträge der Kaufmannsfamilien Kastner und Öhler ausführt, zudem produziert er eine Reihe von Blumenstillleben. Im Juli 1922 hielt er sich wieder in Nußdorf auf; er begibt sich in die Behandlung von Dr. Woerz in Unterach am Attersee, der bei ihm eine Lungentuberkulose diagnostiziert. Er wird in das St. Johanns Spital nach Salzburg gebracht, wo er am 2. Januar 1923 verstirbt. Zerlachers Besitz, eine kleine Handbibliothek und etwa 15 seiner Bilder, gingen an seine Braut Helene Bauer, über die aber nichts weiter bekannt ist.
1923 war eine große Zerlacher-Werkschau in der Winterausstellung der Secession geplant; diese wurde durch seinen Tod zu einer Gedächtnisausstellung, für die viele seiner Werke von seinem Freundeskreis zur Verfügung gestellt wurden, darunter auch eine Reihe seiner Selbstbildnisse. Zerlachers Werke befinden sich heute zumeist in Privatbesitz, sind aber auch in bedeutsamen Museen zu finden (Österreichische Galerie Belvedere, Salzburg Museum, Neue Galerie Graz). Auch nach seinem Tod sind seine Bilder immer wieder ausgestellt worden, so 1924 im Künstlerhaus Wien („Bildnis und Selbstbildnis österreichischer Künstler“), 1928 in der Secession („Intern. Akt-Ausstellung“), 1937/38 Galerie Belvedere („Der Bauer in der österr. Malerei“), 1997 Neue Galerie Graz („Im Hochsommer der Kunst 1890–1925“) und 2002/03 („Von Waldmüller bis Schiele“), 2008 Stadtmuseum Graz („Porträts. Eine kleine Geschichte der Stadt Graz“) und 2014 im Salzburg Museum („Malerschicksale“).

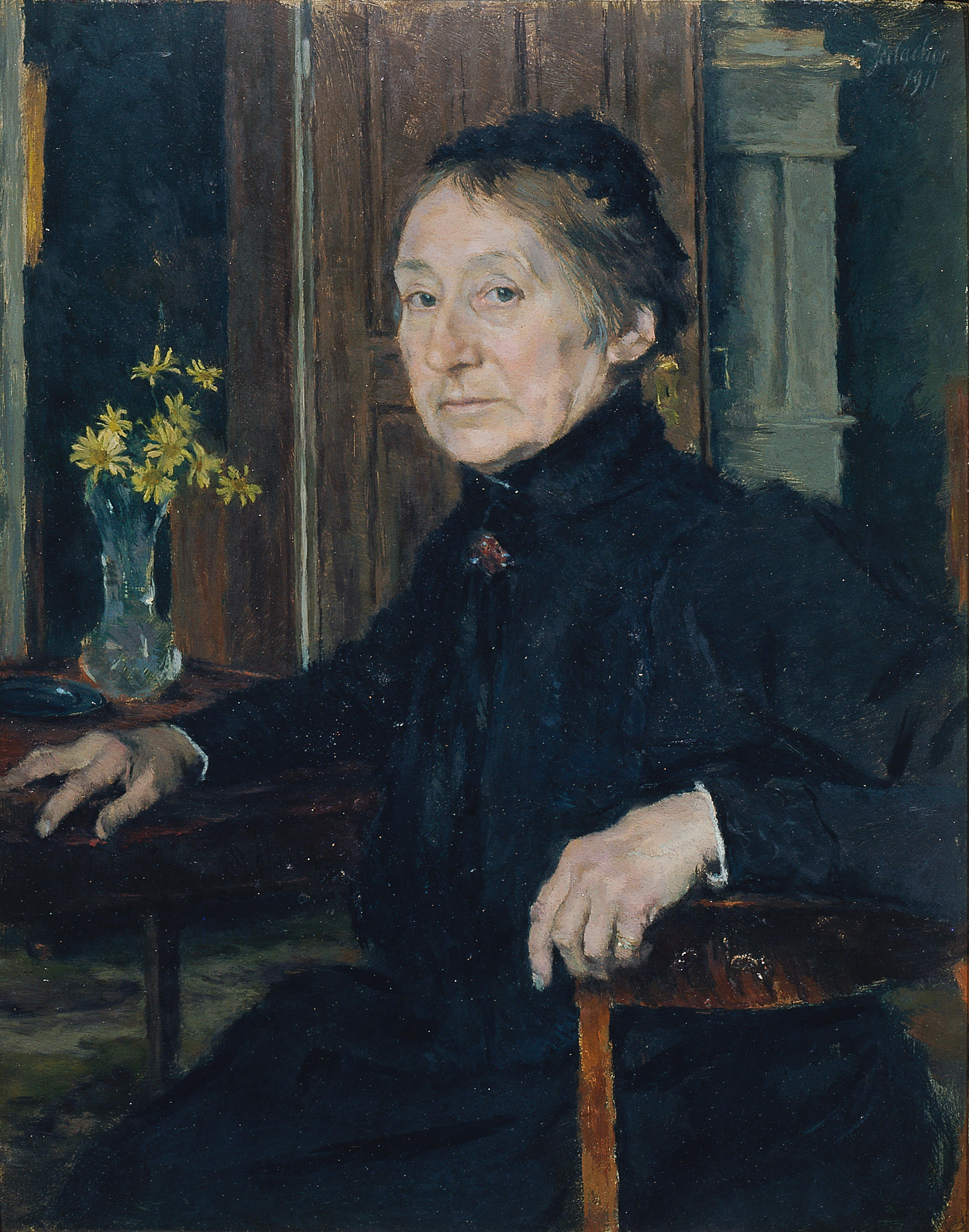
Marie Gerl (Österr. Galerie Belvedere)

Seine mütterliche Freundin Marie von Gerl schreibt über den Künstler,

„Zerlacher arbeitete viel und gerne, ‚wenn ich beim Malen bin, bin ich glücklich‘, sagte er oft; er gewöhnte sich aber damals schon an, viele seiner Arbeiten zu vernichten, wenn sie ihn nicht ganz befriedigten, was meistens der Fall war und als sicheres Zeichen seines ernsten Strebens zu erkennen gewesen wäre, wenn nicht die ihm feindlich Gesinnten diese strenge Selbstkritik zu seinen Ungunsten ausgelegt hätten, indem sie behaupteten, daß nichts da ist, weil er überhaupt nicht arbeitet. Wäre Zerlacher nicht so schnell beim Vernichten gewesen, würden Stöße wertvoller Arbeiten vorhanden sein, deren Zerstörung er nachher selbst oft bedauert. ... Es wird wohl kaum einen zweiten Künstler geben, in welchem sich so schroffe Gegensätze berührten wie bei Zerlacher. Ungeheuchelte Bescheidenheit, strengste Anforderung an sich selbst, volle Objektivität sich gegenüber und ehrliches Anerkennen anderer und doch wieder stolzes Selbstbewusstsein verließ ihn nie. Für ihn gab es nur die Kunst und die heilige Pflicht, ihr mit bester Kraft zu dienen. Wie oft Zerlacher während des Nachtessens aufsprang und an die Staffel trat, lässt sich gar nicht zählen. Beim Schlafengehen schleppte er die Arbeit mit in sein Zimmer und stand grübelnd jede Stunde der Nacht davor ... dadurch erklärt sich auch die große Ermüdung, die ihn auch in gesunden Tagen oft befiel.“